# 418
Năm 418 là một năm trong lịch Julius.